# Par i skratt
Par i skratt  (engelska: Alas Smith and Jones) är en brittisk humorsketch-serie som sändes i tio säsonger på BBC mellan 1984 och 1998.
Serien hade svensk premiär på SVT i augusti 1991.

## Medverkande i urval
- Mel Smith
- Griff Rhys Jones
- Brenda Blethyn (1984-1990)
- Geoffrey McGivern (1985-1998)
- Robin Driscoll (1985-1990)
- Sylvestra Le Touzel (1986-1997)
- Chris Langham (1989-1992)
- Sarah Alexander (1997-1998)